# Beriev Be-32

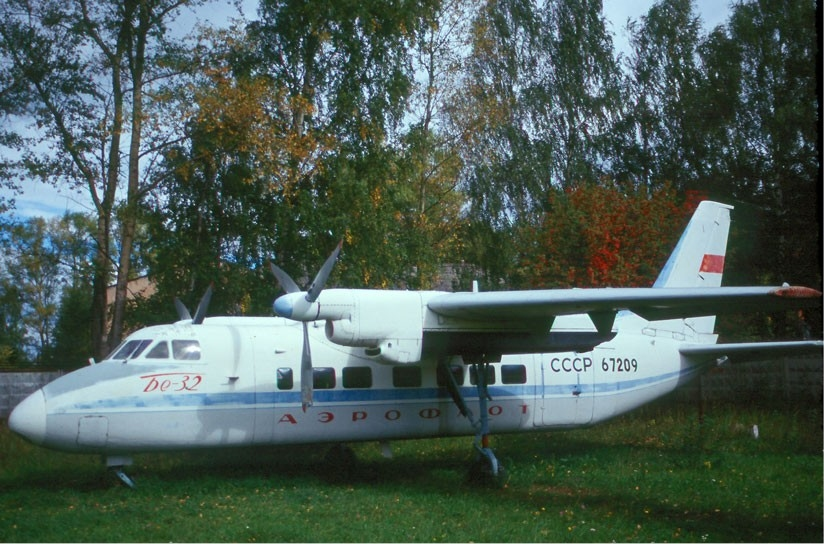
Beriev Be-32.

Beriev Be-32 är ett tvåmotorigt propellerplan tillverkat av Beriev som inte är ett sjöflygplan som de flesta flygplan är ifrån denna tillverkare. Det konkurrerade med LET-410 ifrån Tjeckoslovakien när Comecon skulle utse ett standardplan i den storleken. LET-410 blev utsett framför Beriev Be-32 och tillverkades i betydligt större upplaga.